# اداره (مجموعه تلویزیونی فرانسوی)
اداره (فرانسوی: Le Bureau‎) یک نمایش تلویزیونی فرانسوی است. این مجموعه یک نسخه فرانسوی از مجموعه تلویزیونی بریتانیایی اداره است. اداره فیلمنامه نسخه اصلی انگلیسی را استفاده کرده‌است و بسیاری از نام شخصیت‌ها و ارجاعات فرهنگی را تغییر داده است.